# Bentley Continental GT
Bentley Continental GT je sportski granturismo automobil s dvojim vratima i četvorim sjedalima kojeg proizvodi engleski proizvođač Bentley koji je u potpunom vlasništvu Volkswagena. Predstavljen je 2003. godine kao zamjena za Continental R zasnovan na Rolls-Royceovoj platformi.
Opremljen je 6.0 litrenim W12 motorom izveden od dva spojena V6 Volkswagenova motora i potpomognut s dva turbo punjača tako da proizvodi 560 KS. To mu omogućuje ubrzanje do 100 km/h za 4.8 sekundi i maksimalnu brzinu od 320 km/h. Zasnovan je na platformi Volkswagen Phaetona. 
Bentley Continental GT Speed je u kolovozu 2007. zamijenio 'normalni' GT. Promjene su uglavnom u motoru koji sada proizvodi 610 KS, dok su izvana izmijenjeni prednji i stražnji branik i promijenjena optika stražnjih svjetala. Također, smanjena je ukupna masa automobila za 35 kilograma.

## Tehnički podaci
|                     | Continental GT                 | Continental GT Speed           |
| ------------------- | ------------------------------ | ------------------------------ |
| Motor               | W12 biturbo                    | W12 biturbo                    |
| Zapremnina          | 5.998 cm³                      | 5.998 cm³                      |
| Snaga               | 411 kW (560 PS) pri 6.100/min. | 449 kW (610 PS) pri 6.000/min. |
| Okretni moment      | 650 Nm pri 1.600/min.          | 750 Nm pri 1.750/min.          |
| Mjenjač             | automatski mjenjač sa 6 brzina | automatski mjenjač sa 6 brzina |
| Maksimalna brzina   | 318                            | 326                            |
| 0-100 km/h          | 4,8                            | 4,5                            |
| Prosječna potrošnja | 16,6                           | 16,6                           |
| Emisija C02         | 396                            | 396                            |
| Cijena u Hrvatskoj  | 1.791.000 kn                   | 2.190.000 kn                   |

## Vanjska poveznica
- Bentley Motors